# Dorcadion ingeae
Dorcadion ingeae là một loài bọ cánh cứng trong họ Cerambycidae.